# Alluaudomyia pentaspila
Alluaudomyia pentaspila är en tvåvingeart som beskrevs av Remm et Glukhova 1971. Alluaudomyia pentaspila ingår i släktet Alluaudomyia och familjen svidknott. Inga underarter finns listade i Catalogue of Life.